# Velický štít
Velický štít leží v hlavním hřebeni Vysokých Tater. Ačkoli není velmi vysoký ani výrazný, je turistům dobře známý, neboť je zblízka vidět z frekventovaného sedla Poľský hrebeň. Jeho název je odvozen od obce Veľká pri Poprade.

## Topografie
Velické sedlo ho dělí od Litvorového štítu, sedlo Polský hřeben od Východné Vysoké. Jižní stěna spadá do Velické doliny. Na sever vybíhá hřeben přes Velickou priehybu na Hrubou vežu a odděluje Litvorovou kotlinu od Svišťové doliny.

## Několik horolezeckých výstupů
- 1905 Prvovýstup A. Grósz s druhy, hřebenem od Velického sedla, II-III.
- 1907 Prvovýstup A. Otto a P. Čizák, hřebenem od sedla Polský hřeben, II.
- 1973 Prvovýstup "Diretissima" severní stěny, Z. Brázdil, J. Holec a J. Romanovský, V + A2.